# Arrecifes (partido)
Pour les articles homonymes, voir Arrecifes.
Arrecifes est un arrondissement (partido) de la province de Buenos Aires, en Argentine. Son chef-lieu est Arrecifes.
Anciennement appelé Partido de Bartolomé Mitre d'après Bartolomé Mitre.

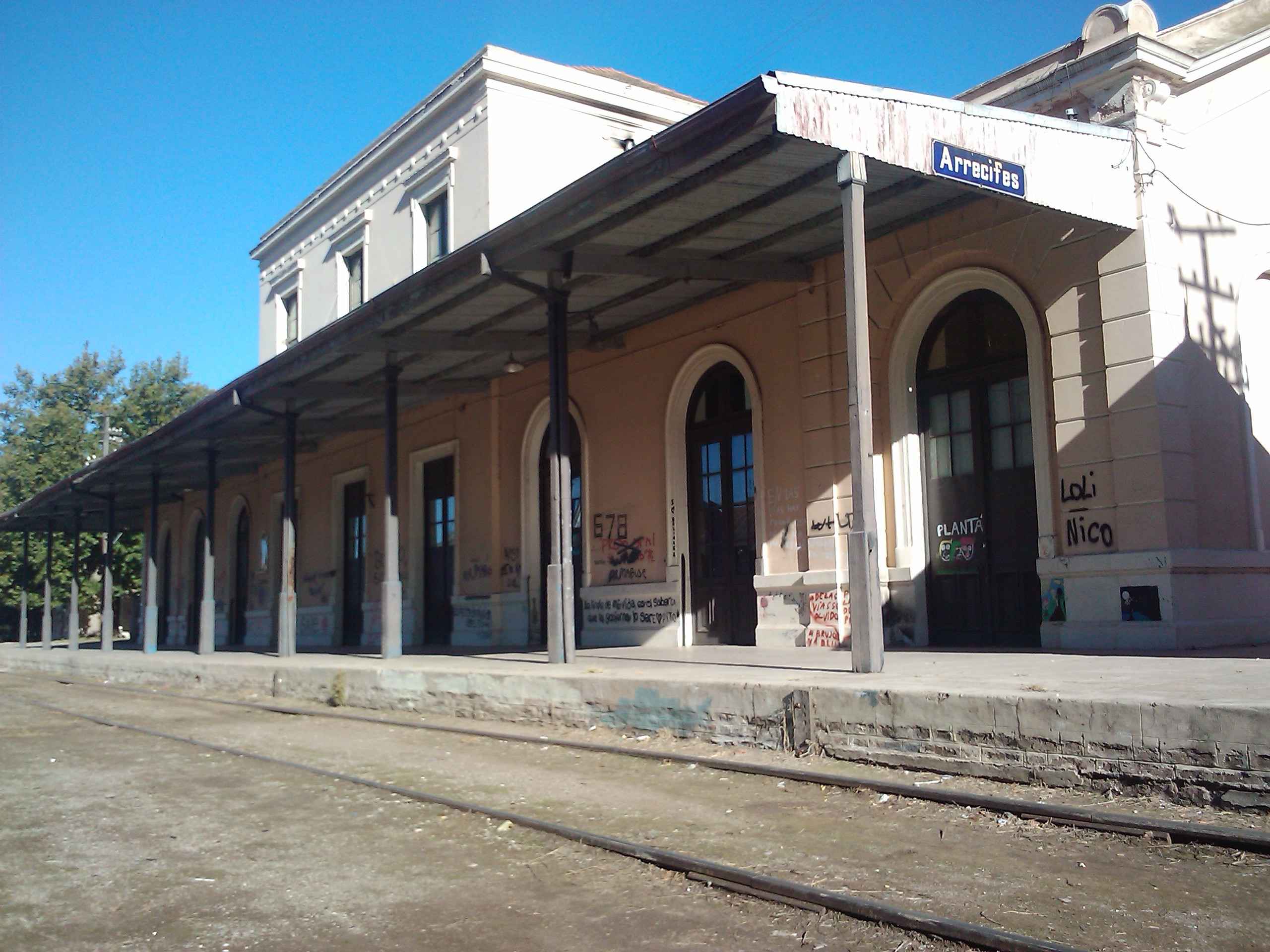